# Manuel García Sesma
Manuel García Sesma (Fitero, 10 de enero de 1902-ibid. 15 de marzo de 1991) fue un periodista, profesor, historiador, músico y escritor español.

## Biografía
Nacido en el número 10 de la desaparecida calle Lejalde, de Fitero, era hijo de Elías García Gómara y de Juliana Sesma Aguirrebeitia, labradores. Antes de asistir a la Escuela de Párvulos de las Hermanas de la Caridad de Santa Ana ya le había enseñado de su abuelo materno a leer. Tras esta primera etapa continuó su formación con los estudios de primaria en la escuela de Fitero dirigida por Blas Bozal, con especial brillantez. El verano de 1911 tiene la oportunidad de trabajar de botones en el Balneario de Fitero, administrado por Alberto Pelairea, un célebre escritor en esa época, y en cuya biblioteca pasará muchas horas de lectura.

### Seminarista (1913-1924)
El párroco de Fitero, Antonino Fernández, fijándose en su viveza y capacidad, le procura una beca que, previo examen, le permite estudiar en el Seminario Conciliar de Tudela desde 1913 a 1924. Para cualquier familia de escasos recursos era una ocasión optar a una carrera, en este caso sacerdotal, que no llegará a cuajar, abandonando el seminario antes de su ordenación. Sin embargo, aunque se va forjando en él «una conciencia progresista», no impide que en esta época forje amistades como la de José María García Lahiguera, «fiterano, obispo y fundador, posteriormente, de la Congregación de las Oblatas» que prologaría su obra La Iglesia Cisterciense de Fitero.

### Articulista y profesor (1924-1925)
Estando de seminarista ya colaboraba, bajo seudónimo, con el semanario tudelano El Porvenir Agrícola, con el que continuará tras abandonar su carrera eclesiástica, añadiendo paulatinamente, con los años, a su lista de colaboraciones otros medios como El Ribereño Navarro, La Voz de Navarra, La Rioja, etc. En 1922 dirige la revista gráfica Fitero. La formación humanística recibida le facilita la carrera profesional en la enseñanza del latín en Tarazona en el curso 1924-25.

### Servicio militar (1925-1926)
Entre 1925-1926 estaba en Logroño, cumpliendo el servicio militar en el Cuerpo de Artillería. Tuvo como capitanes entonces a dos futuros protagonistas de la Segunda República española y la posterior Guerra Civil: al capitán Pedro Rodríguez Romero, republicano, que será miembro del llamado «Gabinete Negro» de Manuel Azaña, y Jorge Vigón Suero-Díaz, monárquico, futuro general y ministro franquista, que le regaló un libro dedicado.  En estos meses está colaborando con el diario La Rioja con su sección Apreciaciones.

### En Madrid (1927-1939)
Tras el paréntesis del servicio militar, se traslada a Madrid logrando plazas de profesor en colegios de Libre Enseñanza, academias e institutos. Compagino su trabajo con su propia formación, realizando el bachillerato y Magisterio al tiempo que colaboraba con el periódico madrileño La Región. No se detuvo aquí y, en octubre de 1934, pasa con el número 2, sobre 600 aspirantes, el examen de ingreso a la Facultad de Filosofía y Letras de la Universidad de Madrid. En estos años colabora en numerosos medios y publicaciones de toda España, es nombrado vocal del Ateneo de Madrid, según su propio testimonio, aunque no es posible confirmarlo por la quema de los documentos de esta época.
El estallido de la Guerra Civil frustra su recién iniciada carrera universitaria, participando en primera línea con el ejército republicano (frentes de Madrid, Teruel, Ebro y Cataluña). Serán años exigentes física y emocionalmente que culminarán con un forzoso exilio, el 9 de febrero de 1939, que «marcaría definitivamente su vida». Son de estos años su poemas inéditos donde muestra la crudeza y la sensibilidad ante los acontecimientos que le tocan vivir personalmente.

### Exilio en Francia (1939-1947)
Entre 1939-1944 fue pasando por más de diez campos de concentración diferentes, primero dirigidos por franceses, antes de la ocupación alemana, y luego por colaboracionistas, «sometido a una dura prueba de resistencia física y psicológica» marcada por la propia necesidad básica de subsistencia y de mantener a flote su dignidad humana. No cejó su labor de periodista, colaborando con las publicaciones propias de los campos de concentración, ni de maestro, impartiendo clases para los concentrados, traductor, etc. Liberada Francia, publica varios trabajos en Toulouse y un ensayo, Le secret de Marceline Desbordes-Valmore, y comienza a trabajar como profesor de español en Saumur (Maine et Loire).

### Exilio en México (1947-1973)
El 23 de julio de 1947, con un pasaporte Nansen, abandona Francia con destino a México D.F. por necesidades de salud. Tras una breve estancia en Nueva York, el 1 de agosto de 1947 llegó a la capital de México. Ante la necesidad de regularizar su expediente académico, carente de recursos para revalidar sus estudios de España, se presentó en la Facultad de Filosofía y Letras de la Universidad Nacional Autónoma de México a unas pruebas extraordinarias, demostrativas de su capacitación lingüística, formalizando la autorización oficial necesaria para la enseñanza del latín, el francés y las etimologías latinas y griegas del español.
Los principales colegios de enseñanza secundaria de la capital mexicana donde realizó su labor docente fueron el Colegio Franco Español, el Colegio Franco-Inglés, la Universidad Motolinía, el Colegio Madrid, etc. llegando a escribir numerosos apuntes y resúmenes para facilitar el aprendizaje a sus alumnos, sin dejar de colaborar con publicaciones y rotativos relacionados con España. 
Escribió varias obras didácticas como Anthologia Latina ad usum puellarum, Précis de grammaire Française, y La Lengua Nahuatl y su contribución al enriquecimiento del Español. Se conservan las dos últimas. De esta misma época fueron sus obras de investigación Epigrafía Latina de la ciudad de México y Navarros en México libro inédito hasta 1990. También escribió en México su Poemario fiterano con notas históricas, anecdóticas y descriptivas de la villa, el monasterio y los balnearios de Fitero que editaría en Pamplona en 1969.
Entre 1954-1958 elabora una singular obra musical: Música y poesía (LP, con ocho poemas musicales sobre obras de Wolfgang Amadeus Mozart, Johann Sebastian Bach, Ludwig van Beethoven, Frédéric Chopin, Hector Berlioz, Franz Schubert, Franz Liszt y Felix Mendelssohn) publicados por la casa de discos Columbia en 1958. Se trataba de una obra de cultura popular selecta, basada en poesía, música y declamación, compuesta con 80 poemas narrativos, 50 instructivos y 30 festivos.

### Regreso del exilio (1973-1991)
El 1 de julio de 1973 regresó a España , y el 1 de agosto ingresa en la “Residencia San Raimundo” de Fitero. Regresa jubilado, sin pensión, con el único motivo de «publicar todo lo que había escrito en México y para terminar sus días en su pueblo» según recoge su ficha de exiliado que indica, además que «volvió legalmente, con el apoyo de sus amigos de infancia, entre los que se encontraba el obispo José María García Lahiguera, oriundo de Fitero y amigo personal desde la infancia».

## Obras
- Poemas de Guerra y Destierro. 1936-1939. Inéditos.
- Le secret de Marceline Desbordes-Valmore (Albums de Crocodile, n.º 69 Lyon, Editions de la Guillotière, 1945).
- L'Art français en Espagne (Toulouse, dans l'hebdo. L'Espagne Republicaine, 1946-47).
- Música y Poesía, LP con ocho poemas musicales, México, Columbia Records, 1958.
- Estudios Fiteranos. Tudela, Larrad, 1981.
- La Iglesia Cisterciense de Fitero. Logroño, Gráficas Ochoa, 1981. Con prólogo del obispo José María García Lahiguera.[3]
- Leyendas fiteranas. Mugas del siglo XIX. Biografía crítica de San Raimundo de Fitero. Tudela, 1982.
- Navarros en México. Logroño, Gráficas Ochoa, 1990.

## Reconocimientos y nombramientos
- Miembro de la Société des Lettres, Sciences et Arts du Saumurois.
- Miembro de la Agrupación Tourisme et Travail.